# Beckomberga. Ode à ma famille
Beckomberga. Ode à ma famille (Beckomberga. Ode till min familj), publié en 2014, est un roman de l'écrivaine suédoise Sara Stridsberg.

## Résumé
Ce roman est une chronique familiale suédoise basée à Stockholm.
Auusi nombreuses que soient les diverses adresses familiales, le centre de vie reste le Beckomberga Hospital (en), le grand hôpital psychiatrique, de l'architecte Carl E. Westman.
Le Château des Toqués (1932-1995), un palais pour les démolis et les irrécupérables, qui a accueilli jusqu'à 2 000 patients, reste un emblème de l'État-providence suédois (p. 130).
En 1995, le médecin-chef, Dr Janovsky, a un entretien avec le dernier patient, Olof, admis en 1932, interné pendant 63 ans, à peu près ignorant du monde extérieur, confiné au département GMH (Grands Mentaux Hommes). 
Le vieil homme dans la petite veste de sport trop serrée apprend alors qu’Olof Palme a été assassiné neuf ans plus tôt (1927-1986).
Il l'a connu, au sens où, longtemps, chaque matin, avant le travail, celui-ci, passait voir sa mère à GMF. 
Il a également connu l'ange-femme, la poétesse Nelly Sachs (1891-1970), également du GMF.

## Personnages
L'ode se refuse à établir un compte-rendu objectif des personnages et événements, tels qu'a pu les connaître la narratrice, Jackie.

### Jim
James (celui qui doit protéger), Jimmie Darling, bientôt 70 ans, né vers 1925, aux yeux à iris bleu foncé.
Son épouse Lone l'a forcé à déménager : soleil noir, nervosité, hypersensibilité, petites amies, alcoolisme.
Il vit donc séparé de son épouse et de sa fille, Jackie, 13 ans, au collège : Je suis désolé d'être infichu de nous rendre heureux (p. 293).
Il leur rend visite parfois : Reste encore un peu avec nous, Jim (Lone, p. 381).
Il a vécu avec Blenda qui le quitte à son tour, puis avec Vita, de la Bibliothèque Royale, sans doute suicidée : à sa mort, Jim prend 200 cachets de somnifère.
Il croit encore parfois recevoir des coups de téléphone de Vita. 
Un temps de rémission, Magda l'aide à préparer ses repas.
C'est le nuage de Tchernobyl qui l'a rendu malade (p. 174).
On l'a retrouvé, près de l'aéroport, endormi dans une congère (p. 46).
Son effort ou son objectif avoué serait de veiller à se trouver en permanence à égale distance entre la vie et la mort (p. 291).

### Lone
Cette grande lectrice, très vite, refuse de rendre visite à Jim hospitalisé.
Voyageant pour ne pas vieillir., elle parcourt le monde, et photographie les désolations consécutives aux catastrophes (p. 289) : Maroc, Odessa...
Jim et Lone ont planté un arbre dans le Parc de l'Observatoire. Ils l'ont baptisé Bébé-arbre, puis l'ont appelé Fille-arbre (p. 179).

### Jacquie
La fille unique de Jim et Lone, narratrice, née vers 1945, est sans ami ni amie.
Elle refuse vite de partir l'été voyager avec Lone, préférant rester à (espérer) voir son père (réticent) à Beckomberga.
Enfant, elle fréquente moins le collège que l'hôpital (et sa boutique aux vieilleries). 
Elle voit ce que Jim voit dans ses cauchemars, les araignées grouiller sur son torse (p. 329 : Jacquie, ma petite toQU2E ADOR2E44 5p. 164).
Elle voit aussi sa mère en rêve.
Elle est fascinée par les arbres.
Elle connaît peu Olof, mais bien Paul, Edvard Winterson, l'infirmière Inger Vogel (qui gère plutôt bien Jim), et Sabina.
Si la vraie folie existe, alors elle doit être l'amour : le ravissement, le vertige, l'hystérie (p. 266).

### Sabina
Sabina, 36 ans, est une jeune amie de Jim, sauvageonne, pleine d'immoralité et sans lois, démarche de traîne-savate, joue aux échecs géants au parc avec Jim.
Jackie la ravitaille en petits sachets en papier argenté.
Plus tard, vers 2005, après avoir divorcé de Rickard, elle se promène parfois dans le Parc de l'Observatoire, seule avec leur fils Marien.

### Paul
Paul ne voit plus son fils Benny.
Il a tué, sans doute étranglé, sa femme : sa mort est comme un vieux cauchemar qui concerne quelqu'un d'autre (p. 287).
Paul et Jackie ont une histoire d'amour.

### Edvard Winterson
Edvard est un médecin qui a de bonnes relations avec quelques patients, comme Sabina et Jim : Edvard était un homme merveilleux. Et complètement fou aussi (Jim).
Après la mort de Sabina, il fait une sérieuse dépression : nous sommes bringuebalés entre le désir, l'anesthésie et le vide p. 211)..
On le retrouve en pyjama, au pied d'un pylône, tête fracassée.
Il emmène hors hôpital certaines nuits des malades, dans sa Mercédès gris métallisé, avec  champagne et flûtes, à la rencontre des gens riches et beaux, dans des appartements avec alcool, cocaïne, herbes, somnifères.
Les jouets de Winterson (p. 169), hommes et femmes, sont hospitalisées ou non : les filles qui traînent désœuvrées à ces fêtes.

## Accueil
Le lectorat francophone (sur internet) apprécie ce « regard en héritage », « texte magnifique, qui rend hommage à un père borderline » « à l'écriture délicate ».